# Franz Oppenheimer
Franz Oppenheimer (Berlim, 30 de março de 1864 — Los Angeles, 30 de setembro de 1943) foi um sociólogo e economista político alemão. Um dos proponentes do socialismo liberal,  Oppenheimer achava que arranjos econômicos funcionariam melhor em um ambiente coletivista. Ele passou grande parte de sua vida aconselhando pessoas que desejavam estabelecer um ambiente comunitário voluntário e rejeitou a visão de anarquistas e socialistas revolucionários como desnecessariamente pessimistas.
Oppenheimer foi professor das universidades de Berlim (1909-1919) e Frankfurt (1919-1929). Em 1933 emigrou para os Estados Unidos, onde fundou o The American Journal of Economics and Sociology.

## Pensamento
Ao contrário de Karl Marx, que sustentava que a origem do Estado se deu por motivos económicos, Oppenheimer via a origem em em atos de força, de violência ou de conquista. Para Oppenheimer, o Estado foi criado para regular as relações entre a exploração econômica do grupo vencido pelo vencedor.
Em seus trabalhos Oppenheimer defende uma profunda reforma agrária com a supressão da propriedade privada da terra em favor de um sistema agrário cooperativo. Para ele, essa é a solução para diminuir o êxodo rural e o consequente excedente de trabalhadores nas cidades.

## Sionismo
Oppenheimer colaborou com o movimento sionista. Ele participou do Congresso Sionista Mundial, editou o jornal sionista Altneuland e em 1910 fundou uma das primeiras iniciativas agrícolas sionistas na região da Palestina, a cooperativa de Merhavia, no Vale de Jizreel. Sua palestra para o sexto Congresso Sionista Mundial (1903) foi denominada "Um primeiro programa para a colonização sionista".

## Principais obras
- Latifúndios e problemas sociais (1898)[1]
- Os princípios básicos de uma sociedade marxista (1903)[3]
- As questões sociais e o socialismo (1919)[1]
- Método da sociologia (1922)[1]